# Coupe Kirin 1995
La Kirin Cup 1995 est la seizième édition de la Coupe Kirin. Elle se déroule en mai 1995. Elle oppose le Japon, l'Écosse et l'Équateur.

## Résultats
| 21 mai 1995 | Japon | 0 – 0 | Écosse  | Hiroshima                                            |                                                      |
|             | Omura |       | Spencer | Spectateurs : 24 556 Arbitrage : Armando Pérez Hoyos | Spectateurs : 24 556 Arbitrage : Armando Pérez Hoyos |

| 24 mai 1995 | Écosse               | 2 – 1 | Équateur    | Toyama                                          |                                                 |
|             | Robertson · Crawford |       | Hurtado pen | Spectateurs : 5 669 Arbitrage : Masayoshi Okada | Spectateurs : 5 669 Arbitrage : Masayoshi Okada |

| 28 mai 1995 | Japon                                      | 3 – 0 | Équateur | Tokyo                |                      |
|             | Nakayama 36e · Miura 46e (pen.) 53e (pen.) |       |          | Spectateurs : 50 000 | Spectateurs : 50 000 |

## Tableau
| Équipe   | Pts | J | V | N | D | Bp | Bc | Dif |
| -------- | --- | - | - | - | - | -- | -- | --- |
| Japon    | 4   | 2 | 1 | 1 | 0 | 3  | 0  | +3  |
| Écosse   | 4   | 2 | 1 | 1 | 0 | 2  | 1  | +1  |
| Équateur | 0   | 2 | 0 | 0 | 2 | 1  | 5  | -4  |

## Vainqueur
| Vainqueur Kirin Cup 1995 Japon 2e titre |